# Ла-Нёвиль-а-Мер
Ла-Нёви́ль-а-Мер (фр. La Neuville-à-Maire) — коммуна во Франции, находится в регионе Шампань — Арденны. Департамент — Арденны. Входит в состав кантона Рокур-э-Флаба. Округ коммуны — Седан.
Код INSEE коммуны — 08317.
Коммуна расположена приблизительно в 200 км к северо-востоку от Парижа, в 80 км северо-восточнее Шалон-ан-Шампани, в 24 км к юго-востоку от Шарлевиль-Мезьера.

## Население
Население коммуны на 2008 год составляло 104 человека.
| 1962 | 1968 | 1975 | 1982 | 1990 | 1999 | 2008 |
| ---- | ---- | ---- | ---- | ---- | ---- | ---- |
| 73   | 97   | 89   | 79   | 73   | 75   | 104  |

## Экономика

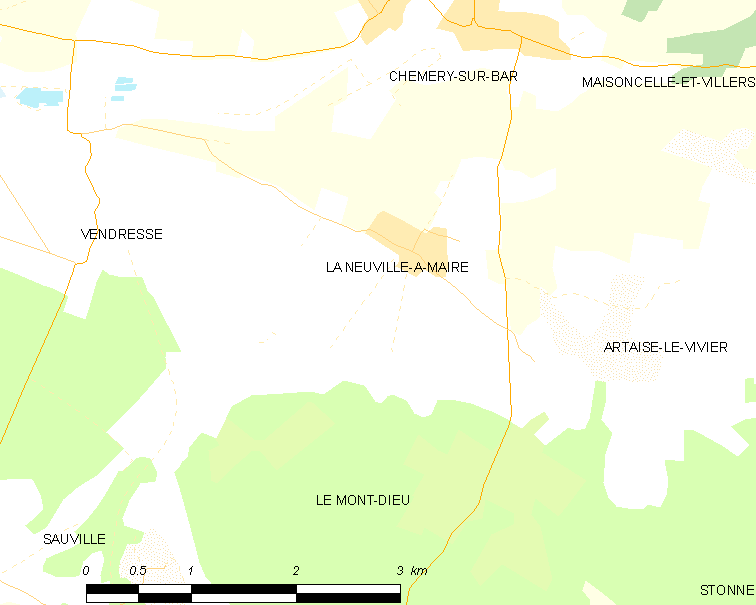
Карта коммуны

В 2007 году среди 69 человек в трудоспособном возрасте (15—64 лет) 49 были экономически активными, 20 — неактивными (показатель активности — 71,0 %, в 1999 году было 65,8 %). Из 49 активных работали 44 человека (28 мужчин и 16 женщин), безработными были 5 женщин. Среди 20 неактивных 10 человек были учениками или студентами, 2 — пенсионерами, 8 были неактивными по другим причинам.